# Willem Jan Holsboer
Willem Jan Holsboer (23. srpna 1834 Zutphen, Nizozemsko – 8. června 1898 Schinznach-Bad, Švýcarsko) byl švýcarský podnikatel nizozemského původu. Významně se zasadil o rozvoj lázeňského a turistického střediska Davos, kde žil téměř polovinu života. Z jeho iniciativy byla založena také železniční společnost Rhétská dráha.

## Život

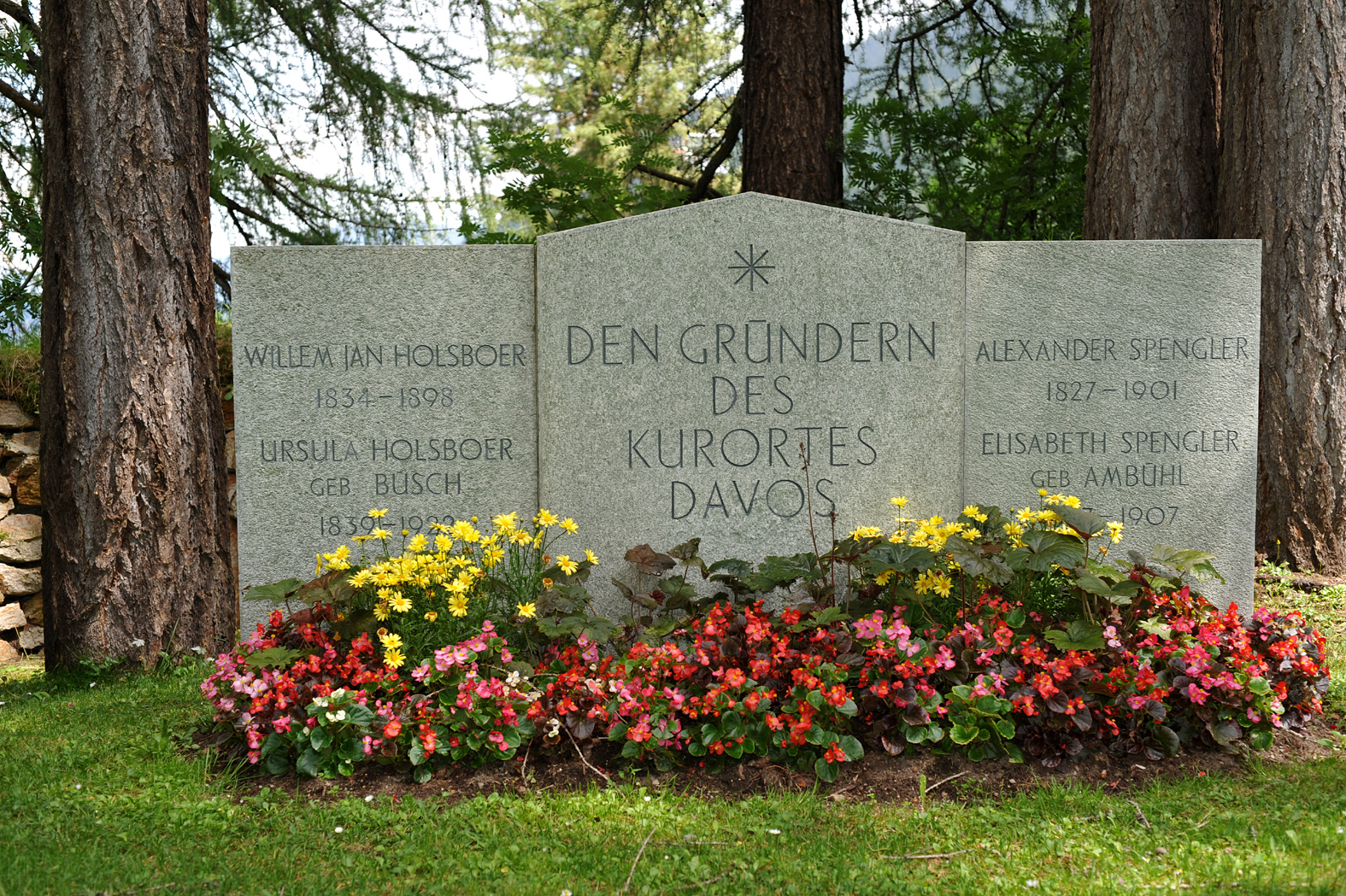
Hrob v Davosu

Willem Jan Holsboer opustil domov ve 14 letech a vydal se na moře. Ve velmi krátké době se vypracoval z lodníka na kormidelníka a kapitána. Na svých námořních plavbách poznal svět, byl v Kalifornii v době zlaté horečky a měl nevděčný úkol vést loď se vzbouřenými námořníky zpět do Evropy.
Námořní plavba ho však nelákala. Holsboer se vyučil obchodníkem v jedné amsterdamské bance, stal se autorizovaným signatářem v její londýnské pobočce a ve svých 30 letech byl již ředitelem. V roce 1865 se ve svých 31 letech oženil s 18letou Angličankou, která krátce nato onemocněla tuberkulózou.
Holsboer se proto rozhodl opustit Londýn a odjet do Davosu. Doufal, že zde najde pomoc pro svou mladou ženu. Koncem května 1867 přijel Holsboer se svou těžce nemocnou ženou do Davosu a ubytoval se v hotelu Strela, kde před dvěma a půl lety jako první zimní hosté nalezli lék lékař Friedrich August Unger a knihkupec Hugo Richter. Holsboer pověřil Alexandra Spenglera léčbou své ženy. V říjnu 1867 však ve věku 20 let zemřela.
Holsboer zůstal v Davosu a v roce 1868 se oženil s Ursulou Büschovou, dcerou místního sedláka. Měli sedm dětí, z nichž dvě zemřely v útlém věku. Nejstarší dcera Helene (1869–1943) se provdala za Luciuse Spenglera, syna Alexandra Spenglera. Nejmladším synem byl Max Gerhard Holsboer, talentovaný hokejista, herec a chemik.
Jeho nejvýznamnějším dílem byla výstavba železniční tratě Landquart–Davos v letech 1888–1890. Zpočátku se jmenovala Schmalspurbahn Landquart–Davos AG (LD), v roce 1895 se přejmenovala na Rhétskou dráhu a je mateřskou společností dnešní proslulé železniční společnosti. Holsboer se výrazně zasazoval za její výstavbu, protože si uvědomoval význam železnice i pro rozvoj lázní. Do té doby představovala jediné spojení do Davosu dostavníková linka z 50 kilometrů vzdáleného Landquartu.
Holsboer se stal jednou z formujících osobností rozvoje Davosu jako lázeňského a turistického centra. V roce 1871 založil lázeňský spolek Davos (Kurverein Davos), který se ujal prací na rozšíření a modernizaci místní infrastruktury. Holsboer se stal prvním prezidentem Davoské elektrárenské společnosti (Davoser Gesellschaft für Elektrizitätswerke). Roku 1888 získal Holsboer švýcarské občanství.
Tato obrovská pracovní zátěž se na něm podepsala. Arterioskleróza se od roku 1894 viditelně zhoršovala. Holsboer, stále vážně nemocný, odjel v roce 1898 do Basileje, aby pokračoval v práci na železnici a stavbě sanatoria na Schatzalpu. Dne 8. června 1898 podlehl v lázních Schinznach-Bad mrtvici. Pohřben je na lesním hřbitově v Davosu, místní části Frauenkirch.

## Lázně Curhaus Spengler-Holsboer
V roce 1868 otevřel spolu s lékařem Alexandrem Spenglerem vedle malých penzionů také lázně Spengler-Holsboer, první větší zařízení v Davosu, kde byla zavedena lehátková léčba pod širým nebem pro léčbu plicní tuberkulózy v mírné formě podle zásad Hermanna Brehmera a Petera Dettweilera. Lázně dosáhly velmi rychle velkého věhlasu. Původně se jednalo o jednoduchý horský hostinec, který byl v roce 1871 rozšířen o další boční křídlo.
Holsboer se stal jejím manažerem. O pouhé čtyři roky později padl Kurhaus za oběť rozsáhlému požáru, ale Holsboer na jeho základových zdech postavil nový, modernější dům, Curhaus W. J. Holsboer, s velkou prosklenou galerií na jižní straně a společenským sálem. Spengler opět převzal lékařské vedení.
Nad domem byla k dispozici mléčná hala. Ráno se zde hosté mohli napít čerstvého mléka. Několik vil, Villa Germania, Villa Britannia, Villa Wohlgelegen, Villa Helvetia a Villa Piccola, bylo propojeno krytými chodbami nebo podzemními chodbami jako dependence s hlavní budovou nebo mezi sebou navzájem.
Po rozšíření v roce 1881 o koncertní sál a odpovídající jeviště se Curhaus stal společenským centrem Davosu. Až do 30. let 20. století se zde denně konaly koncerty nebo hrálo divadlo, které zpestřovalo každodenní život nemocných. Protože věděl, že někteří hosté nevydrží dlouho na jednom místě, pokud jim není nabídnuta duševní stimulace, byl Holsboer iniciátorem stálého lázeňského orchestru, pevně angažované divadelní skupiny a organizátorem mnoha přednášek. Od roku 1915 převzal tyto úkoly nově založený Davoský umělecký spolek. V sále Curhausu byla hostem Clara Schumannová, v roce 1927 zde hrál na klavír Béla Bartók, o rok později zde hrál na housle Albert Einstein a promluvil při zahájení univerzitních kurzů v Davosu.

## Sanatorium Schatzalp

Schatzalp Sanatorium na snímku z roku 1949

Holsboerovým posledním velkým projektem se stala budova sanatoria na Schatzalpu. Dlouho hledal vhodné místo pro uskutečnění svého snu, velkého sanatoria světové úrovně. Nejvíce jej přitahovala lokalita Schatzalpu nad Davosem, tehdy přístupného pouze pěšky. Cítil, že toto místo je velmi zvláštní a pro stavbu sanatoria ideální.
Spolu se svými zeti Luciusem Spenglerem (synem Alexandra Spenglera) a Edwardem Neumannem naplánoval Holsboer luxusní sanatorium Schatzalp. Tato stavba v nadmořské výšce 1865 metrů měla vytvořit „něco nevídaného“. Na Schatzalpu byla postavena první plochá střecha s odvodněním vnitřkem domu, která předběhla svou dobu. Dalšími novinkami bylo podlahové vytápění a teplá a studená voda v každé místnosti. Standardem se stal hydraulický výtah, meteorologická stanice, lanovka se stejnosměrným pohonem a elektrickým osvětlením.
Sanatorium Schatzalp bylo otevřeno na Vánoce roku 1900. Ve stejné době byla postavena Schatzalpská dráha.
Syn jeho švagra Alexandra Spenglera, Lucius Spengler, vedl sanatorium Schatzalp jako vedoucí lékař až do své smrti v roce 1923. Spengler byl jedním z průkopníků umělého pneumotoraxu. Jeho nástupcem a hlavním lékařem byl až do roku 1934 jeho druhý zeť Edward Neumann.

### Schatzalp v Kouzelném vrchu
Thomas Mann zmiňuje Schatzalp ve svém románu Kouzelný vrch devětkrát. Nejvýše ze všech je támhle sanatorium Schatzalp... V zimě tam musí mrtvoly vozit dolů na bobech, protože jsou cesty nesjízdné..., nechává si vysvětlit Joachim Ziemßen od svého bratrance Hanse Castorpa.
Ačkoli je Kouzelný vrch ztotožňován se sanatoriem Schatzalp (a v knize samotné se název sanatoria objevuje), vzorovým sanatoriem bylo údajně Waldsanatorium (dnes Waldhotel Davos, dříve Waldhotel Bellevue).

## Rhétská dráha

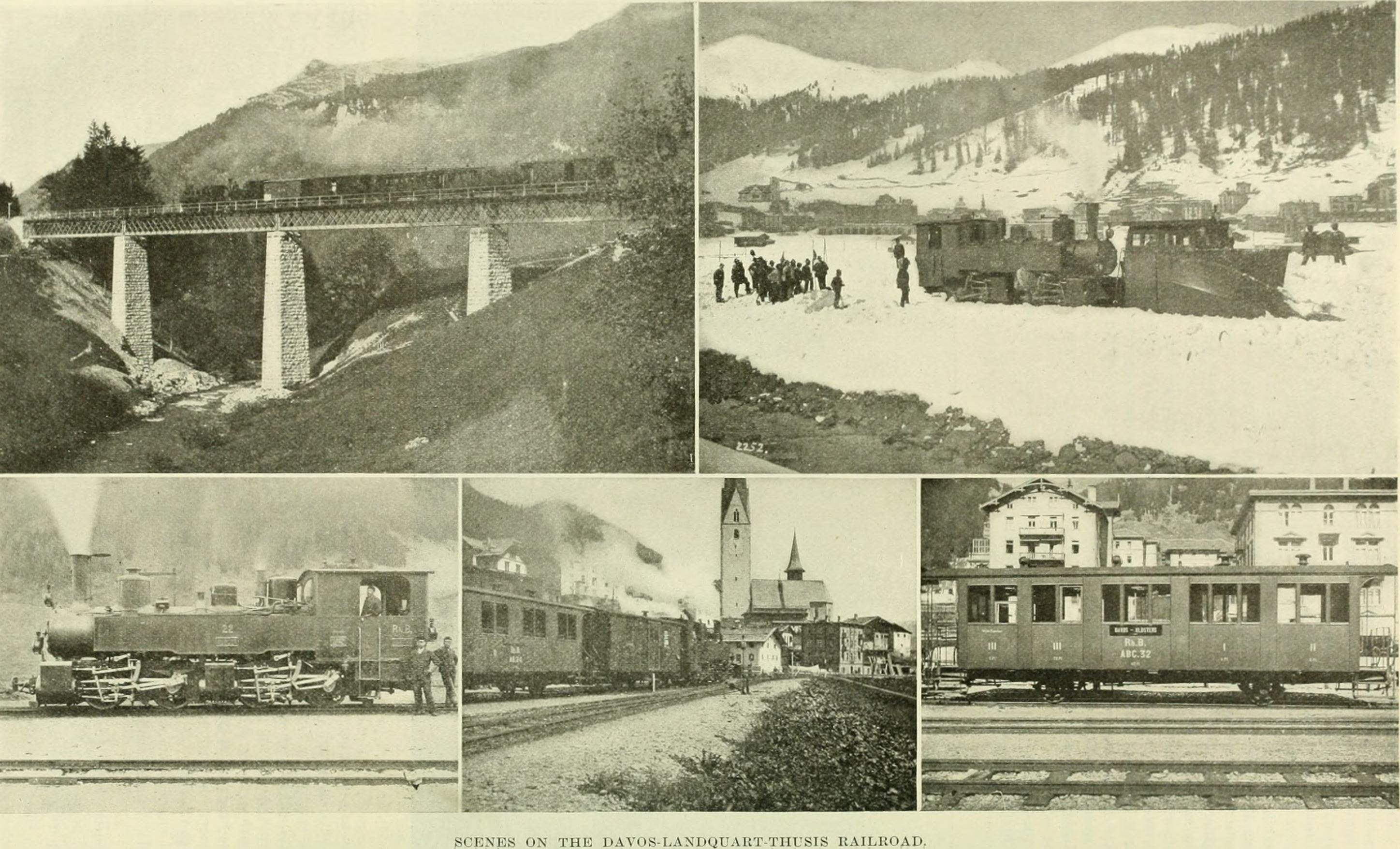
Pohlednice Rhétské dráhy (1897)

Kromě toho, že se věnoval výstavbě lázní, začal Holsboer brzy připravovat první plány na výstavbu železnice mezi Landquartem a Davosem.
V únoru 1888 byla z Holsboerovy iniciativy založena úzkorozchodná železnice Landquart–Davos AG (LD). Původně chtěla společnost postavit ozubnicovou železnici z Landquartu do Davosu, aby překonala stoupání na této horské trase. Projednávala se také varianta se třemi úvratěmi. Obě varianty však byly zamítnuty vzhledem k úspěchu Gotthardské dráhy, která neměla ozubnicové úseky ani úvratě, a bylo rozhodnuto postavit čistě adhezní dráhu s jedinou úvratí ve stanici ve stanici Klosters, která byla navíc později opuštěna. Původně plánovaný standardní rozchod nemohl být realizován kvůli stísněným podmínkám a z finančních důvodů. Trať proto byla postavena na úzkém rozchodu 1000 mm. Dne 29. června 1888 byl položen základní kámen dráhy. V roce 1889 byl otevřen úsek z Landquartu do Klostersu a o osm měsíců později celá trať do Davosu. Vzhledem k plánům rozšířit železnici do dalších oblastí kantonu Graubünden, rovněž pocházejícím od Holsboera, změnila úzkokolejka Landquart–Davos AG v roce 1895 svůj název na Rhétskou dráhu (Rhätische Bahn). V roce 1897 se RhB na základě referenda stala dráhou v majetku kantonu Graubünden. Dokončení a otevření slavné Albulské dráhy, spojující Chur se Svatým Mořicem, v roce 1903 se však Holsboer již nedožil.
Po otevření úzkorozchodné železnice Landquart–Davos 21. července 1890 vypracoval Holsboer plány na novou trať z Davosu přes Svatý Mořic do Chiavenny v Itálii. Výstavbě trati Svatý Mořic – Chiavenna však zabránila první světová válka.